# أنيتا ديساي
آنيتا ديساي (بالإنجليزية: Anita Desai)‏ (24 يونيو 1937 - ) كاتِبة، وروائية، وأستاذة جامعية، وكاتبة قصص قصيرة من الراج البريطاني.

## الجوائز
- بادما بوشان  [لغات أخرى]‏
- جائزة بادما شري في الآداب والتعليم ‏
- زميل في الجمعية الملكية للأدب
- جائزة أكاديمية شايتا  [لغات أخرى]‏[17]
- الجائزة التذكارية لوينفريد هولتبي [الإنجليزية]‏[18]

## روابط خارجية
- أنيتا ديساي على موقع IMDb (الإنجليزية)
- أنيتا ديساي على موقع الموسوعة البريطانية (الإنجليزية)
- أنيتا ديساي على موقع إن إن دي بي (الإنجليزية)